# Jan Roháč z Dubé
Jan Roháč z Dubé, odjinud z Tehova a na Sionu (asi 1374 – 9. září 1437, Praha) byl přední husitský hejtman a jeden z nejbližších straníků Jana Žižky. Zprávy o jeho životě jsou zcela nedostatečné, vycházet lze pouze z několika zmínek v soudobých kronikách nebo úředních listinách. Z těchto záznamů je patrné, že v průběhu husitských válek působil jako hejtman v Lomnici a Čáslavi a byl přítomen u řady významných mezníků revoluce. Po bitvě u Lipan se chopil velení táborské obce a stal se jedním z hlavních odpůrců kandidatury císaře Zikmunda Lucemburského na český trůn. Několik neúspěšných akcí v čele táboritů jej však přimělo odejít z politického života a uchýlit se na hrad Sion, kde pokračoval v odboji proti královskému režimu. Zikmund Lucemburský počátkem roku 1437 svolal vojáky zemské hotovosti, ti pod velením nejvyššího hofmistra Hynce Ptáčka z Pirkštejna jeho sídlo oblehli, po čtyřech měsících dobyli a Jana Roháče zajali (6. září). O dva dny později byl husitský hejtman přiveden do Prahy, kde byl po těžkém mučení společně se svými spolubojovníky oběšen. Dobytím Sionu a Roháčovou popravou skončily vlastní boje husitské revoluce.

## První zprávy

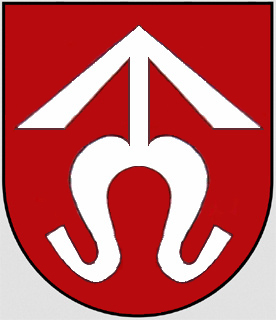
Erb Jana Roháče z Dubé podle jediné dochované pečeti přiložené u listu, jímž v roce 1421 vyhlašuje nepřátelství Oldřichovi z Rožmberka (barvy jsou hypotetické)

Kdy Jan Roháč spatřil světlo světa a jaké byly jeho bližší rodinné poměry, není známo. Obecně se předpokládá, že se narodil kolem roku 1374, pocházel z významného šlechtického rodu pánů z Dubé (Benešoviců) a jeho otcem byl Ondřej Roháč z Dubé. O místě Roháčova narození se také vedly dohady. Podle starších historiků tímto místem byla Dubá u České Lípy. Miroslav Ivanov se domníval, že šlo o tvrz Libouň, August Sedláček pro změnu doložil, že jeho rodnými hrady byly Leštno a Dubá nad Sázavou, kam ukazuje jeho erb zavinuté střely (odtud snad i přezdívka Roháč). Poprvé je jméno budoucího táboritského hejtmana historicky doloženo v roce 1394, kdy ho zastupuje jeho strýc Bohuněk Kozlík při převzetí vsi Křečovice. Není vyloučeno, že právě v této době dosáhl Jan Roháč zletilosti. Téhož roku získal jako odúmrť i ves Chotýšany, čímž se zapletl do vleklého majetkoprávního sporu, jenž trval do roku 1418. Podle jediného záznamu v Popravčí knize pánův z Rožmberka, v níž jsou zaznamenány výpovědi zločinců a zemských škůdců z první poloviny 15. století, se dále lze domnívat, že v dospělosti působil ve zbojnické rotě Jana Zúly z Ostředka (ten se zmocnil hradu Dubá a sousedního Hrádku).
| „                                  | V Benešově Malý na mukách pravil jest, že Roháč mladší, třie Vlasáci, Huplík, Leskovec z Skrýšova, syn Štěpánkóv, střelec Zúlóv, Maleška, Petr řečený Vališ, Koza, Čečetka, Hvězdář, ti jsú střelce z Sedlčan jeli. | “ |
| — Popravčí kniha pánův z Rožmberka | |   |

Mezi lety 1398–1406 Jan Roháč vlastnil několik vsí v okolí Uhlířských Janovic (Mančice a Milotice). Z dochovaných záznamů je dále známo, že do roku 1419 byl jedním z vyšehradských manů. Tato držba, v níž je poprvé zmiňován roku 1406, byla spjata s různými službami, zejména vojenského charakteru. V letech 1416 a 1417 zakoupil dům v relativně chudší části Nového Města pražského, který V. V. Tomek situoval do dnešní Havlíčkovy ulice.

## Husitský hejtman

### Doba Žižkova (1420–1424)

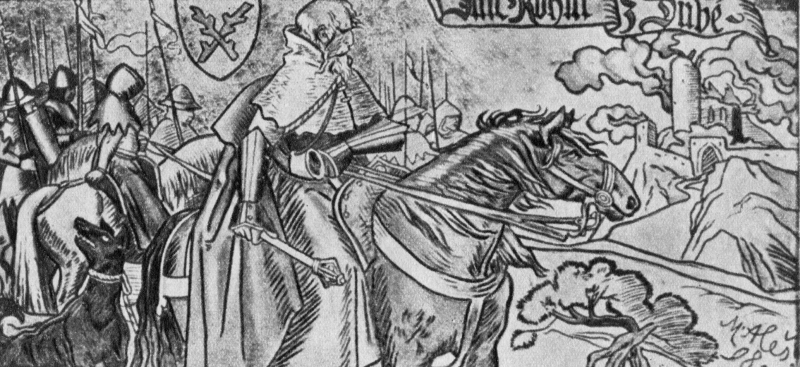
Mikoláš Aleš: Jan Roháč z Dubé

Za husitských válek je poprvé jméno Jana Roháče zmiňováno v roce 1420 v souvislosti s Žižkovým tažením proti jihočeským enklávám v držení Oldřicha z Rožmberka a dobytím Lomnice nad Lužnicí, kde byl dosazen jako hejtman nově ustanovené táborské posádky. Není doloženo, zda spolu s Žižkou pokračoval v dalších ofenzivních akcích, nicméně v prosinci téhož roku byl přítomen v Praze, kde se účastnil shromáždění husitských obcí. Po nevydařeném začátku jednání byl 10. prosince spolu s Žižkou a dalšími staršími pozván na banket pořádaný v prostorách staroměstské radnice. Po obědě se účastníci přesunuli na neutrální půdu v domě mincmistra Petra Zmrzlíka ze Svojšína na Starém Městě, kde se Jan Roháč po přečtení bludných tezí táborských kněží, jež přítomným předložil rektor Karlovy university mistr Prokop z Plzně, zapojil do bouřlivé debaty výrokem: „V Kostnici nám házeli na krk čtyřicet kacířských článků a vy nám jich házíte přes sedmdesát.“ 24. prosince 1420 zemřel po pádu z koně Mikuláš z Husi a Jan Roháč byl podle některých historiků zvolen mezi čtyři nejvyšší hejtmany táborské obce. Tuto volbu však nelze jednoznačně potvrdit, lze ji pouze předpokládat ze zápisu z Čáslavského sněmu, kde je za jeho jménem uveden dodatek správce lidu a měst Táborských. Počátkem roku 1421, den před vypršením příměří mezi tábory a Oldřichem z Rožmberka, odeslal Jan Roháč jihočeskému magnátovi list, jímž mu za svou osobu vyhlašuje nepřátelství:
| „                                  | Urozenému pánu p. Oldřichovi z Rozenberka a pánu na Crumlově buď list dán. Urozený pane! Jakoš sem dříve psal, napomínaje tě z lásky jako tvój chudý přítel přirozený, aby sě tě neprotivil pánu Bohu a jeho svatým pravdám, a chtě rád viděti, aby tudy i na duši i na zbožie dále nehynul: a ty si mi žádnej odpovědi na to nedal. A jáť skrze to jinak nemohu rozoměti, než že nemínieš pravdy božie a jeho svatého zákona šířiti a hájiti mečem, jakož to na křesťanského rytieře sluší. Neb každý křesťanský rytíř na to jest pás vzal a mečem sě opásal, aby pravdu božie šířil a jeho svaté čtení velebil a neřády Antikristovy tupil, což by najdále mohl, jakožť sem v prvniem listu vše o tom dosti rozomně psal a odpovědiť sem žádnej od tebe na to neměl. Portož věz, žeť v příměří i v nepříměří podle pána Jesu Krista s věrnými bratřiemi Táborskými stojím a státi miením i svú bratří i s svými služebníky i pomocníky i s těmi, ktož pro mě co chtí učiniti; a proti tobě a proti tvým služebníkóm i pomocníkóm i tvým poddaným ničemž nechci vinen býti i svými těmi svrchupsanými všemi. V Lomnici, 3. února Jan z Dubé Roháč, hautman na Lompnici. | “ |
| — Opovědní list Jana Roháče z Dubé | |   |

Je téměř jisté, že se Jan Roháč ve dnech 3.–7. června 1421 účastnil Čáslavského sněmu, o jeho bližší úloze zde však písemné prameny nehovoří. Na konci léta téhož roku byla Lomnice obležena početnými oddíly pod velením českobudějovického hejtmana Lipolta I. Krajíře z Krajku a Jan Roháč byl nucen požádat o pomoc Jana Žižku, který se právě nacházel na Čáslavsku. Jeho žádosti bylo neprodleně vyhověno a Krajířovo vojsko se krátce po obdržení informace o Žižkových přesunech stáhlo zpět do Budějovic. Ačkoli neexistují jednoznačné indicie zda se Jan Roháč účastnil bojů proti vojskům druhé protihusitské kruciáty, byl krátce po úspěšném tažení spolu s vítězi přítomen v Praze, kde byl jmenován jedním z členů devatenáctičlenného rozhodčího orgánu, který měl urovnat poměry v metropoli. V roce 1423 opustil hejtmanský post na Lomnici a po boku Jana Žižky vytáhl do východočeského prostoru, kde slepý vojevůdce narušil mocenskou základnu pražanů, ovládl Hradec Králové a začal formovat nové vojenské bratrstvo tzv. Malý nebo Menší Tábor. Po bitvě u Strachova dvora se Žižkovi poddala některá další města pražského svazu a Jan Roháč obdržel hejtmanství v Čáslavi. Ještě téhož roku je po Janu Žižkovi jmenován jako druhý ze signatářů přijetí řádu a manifestu nového bratrstva Žižkova, dnes známého pod názvem Žižkův vojenský řád.

### Období vlády bratrstev (1425–1434)

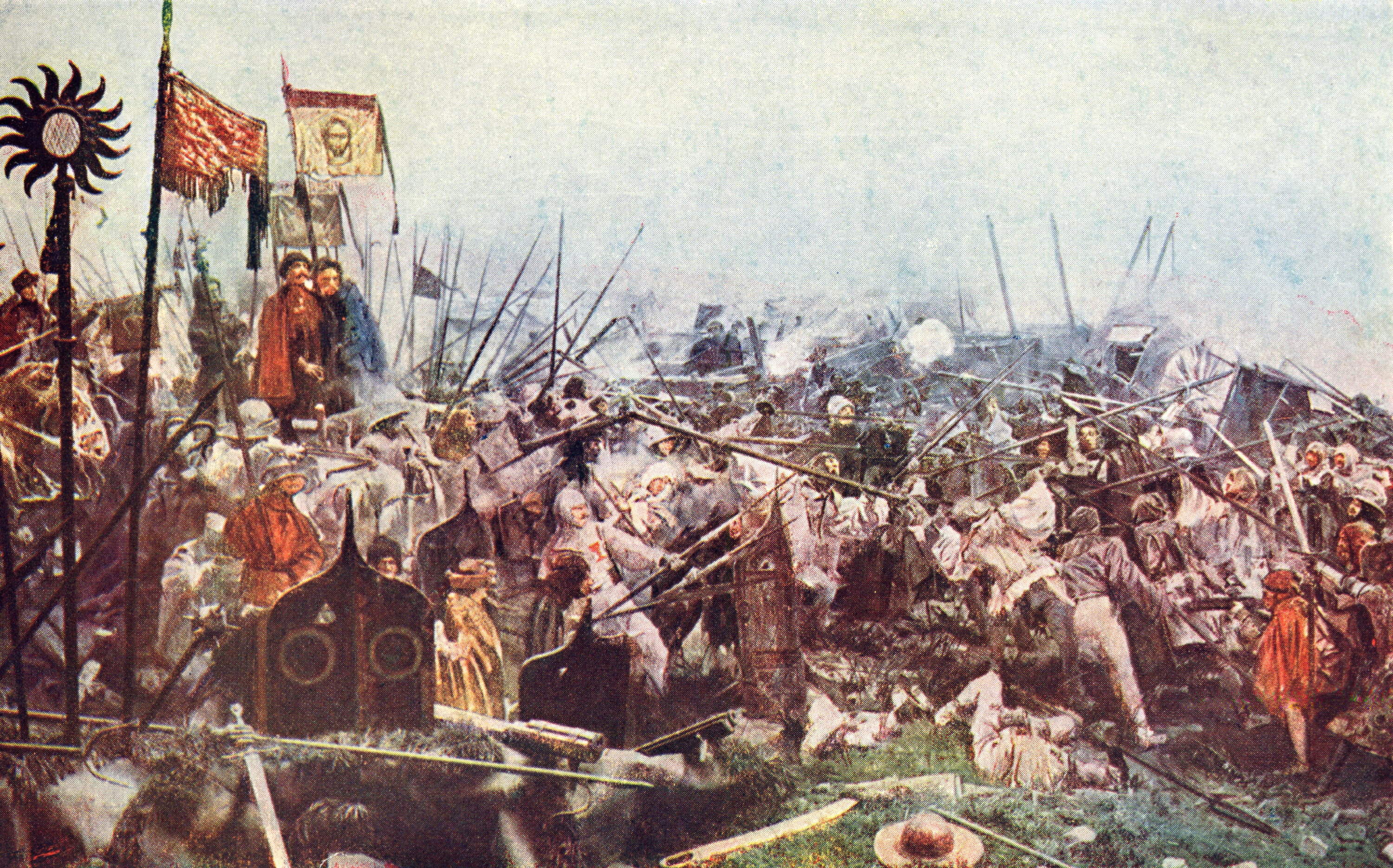
Luděk Marold: skupina bratrských vojevůdců na panoramatu bitvy u Lipan. Jana Roháče ztvárňuje postava za Prokopem Holým a Prokůpkem v levé části vyobrazení

Po společné výpravě husitů na Moravu, v jejímž průběhu zemřel Jan Žižka, se na jaře 1425 sirotci v čele s Janem Roháčem spojili u Nymburku s táborským vojskem Jana Hvězdy z Vícemilic (zvaného též Bzdinka) a zamířili východních Čech. Cestou příslušníci obou svazů zničili tvrze Chlumec nad Cidlinou, Zachrašťany, Hořiněves a Holohlavy, ovládli města Vysoké Mýto a Litomyšl a dobyli hrad Rychmburk. Po dosažení těchto úspěchů se Roháč s Hvězdou pokusili ovládnout Nové Město pražské, ale jejich útok proti hradbám uskutečněný 31. března 1425 ztroskotal.
| „                     | Léta Páně 1425 přitrhli Roháč a Jan Bzdinka, Žižkovi nástupci po jeho smrti, a pan Bohuslav ze Švamberka před velikonocemi s vojskem ku Praze a v noci se pokoušeli silou jí dobýt přes hradby po žebřících, ale Pražané je svrhli z hradeb i se žebříky. | “ |
| — Bartošek z Drahonic | |   |

Po této akci zamířilo spojenecké vojsko, posílené kontingentem žatecko-lounského svazu, ke Slanému, který po tuhém odporu obránců padl 17. dubna. Následně byla vypálena Roudnice a došlo k obležení hradů Žebráku a Točníku. Posádky obou pevností však náporu husitů odolaly a 5. května vojsko odtáhlo na Plzeňsko, kde jím byla dobyla dobyta vodní tvrz Švihov. V dalších dnech husité zamířili na Příbramsko, kde se zmocnili tvrze Obořiště (6. června). Následně se jednotlivé svazy rozešly a pokračovaly v bojích každý na vlastní pěst. V říjnu 1425 vystupuje Roháčovo jméno do popředí v souvislosti s Vršovickým mírem, při jehož uzavření je prvním jmenovaným zástupcem na nedatované přístupní listině hejtmanů táborských a orebských. Ačkoli není doloženo přesné datum, patrně ještě téhož roku Jan Roháč získal do držení hrad Tehov, jehož purkrabími se postupně stali Bolek a Oldřich z Říčan.
Počátkem dubna 1426 stál Jan Roháč v čele výpravy, která oblehla Lipé. Od útoku na město sice upustil, vzápětí však vypálil Benešov nad Ploučnicí a obsadil Bělou pod Bezdězem. Krátce na to vyrazil k Mladé Boleslavi, kde se údajně 5. května konala porada husitských velitelů. Po dohodnutí strategie pro následující vojenskou intervenci sirotci a ostatní přítomné sbory vytáhly k Mimoni, kterou vypálily. Příštím cílem husitů se stalo Lipé, jehož posádka se bez odporu vzdala sotva k městu dorazily nové orebsko–sirotčí oddíly shromážděné u Starého Bydžova (19. května). Při dalším tažení se spojené husitské vojsko zmocnilo Třebenic, Krupky a Teplic a zamířilo k Ústí nad Labem. Ačkoliv při následujících událostech není Jan Roháč nikde výslovně jmenován, je pravděpodobné, že ještě stále zastával funkci správce sirotčí obce a společně s Kunešem z Bělovic velel orebsko–sirotčí formaci při obležení města i v následujícím střetnutí s oddíly shromážděnými v Míšeňsku (16. června 1426). Po bitvě u Ústí nad Labem sirotčí polní obec vytvořila pevnou mocenskou formaci z jejíhož velení byl Jan Roháč postupně vytlačen a nadále zastával pouze funkci hejtmana v Čáslavi. Poblíž tohoto města získal některé pozemkové državy pražské metropolitní kapituly a nejspíš ještě v roce 1426 začal poblíž vsi Chlístovice s výstavbou své soukromé rezidence, kterou pojmenoval Sion. Podle některých zpráv měl Jan Roháč v březnu 1427 lstivým jednáním zmařit jednání mezi pražany a vojsky sirotků a táborů, informace se však patrně nezakládá na reálném základě. Jiné nespolehlivé prameny uvádí, že právě v této době měl vojensky ohrožovat Jihlavu. Téhož roku je v Městských knihách pražských poprvé doložen s predikátem z Tehova (...urozený pan Roháč allias de Tehow).
Po delší odmlce v pramenech se jméno Jana Roháče objevuje v roce 1432 na smlouvě mezi husity a míšeňskými a durynskými knížaty, kde figuruje jako opravce. V roce 1433 prodal svůj dům v dnešní Havlíčkově ulici Valentinovi sladovníkovi a za 60 kop grošů zakoupil dům po významném novoměstském konšelovi na Koňském trhu. Roku 1434 zanechal činnosti na nově získaných panstvích (zřejmě) a v řadách táborského vojska se zúčastnil bitvy u Lipan. V průběhu střetnutí padl do zajetí, nicméně podle usnesení Svatojánského sněmu, který zasedal v Praze 24. června, byl po čase propuštěn.

## Roháčův odboj a poprava

### Obléhání Sionu

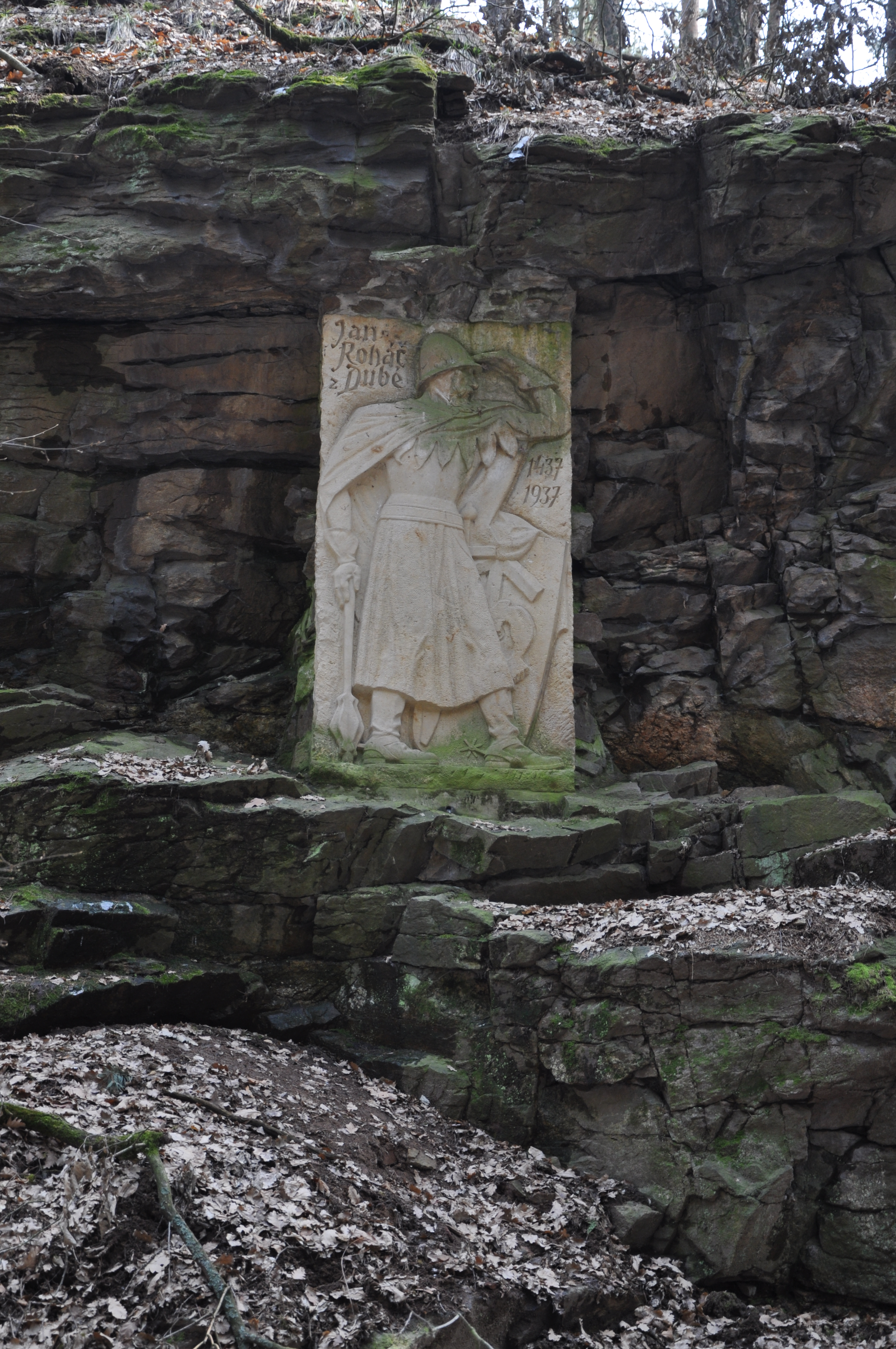
Reliéf Jana Roháče z Dubé na západní straně kopce pod hradem Sion

Krátce po bitvě u Lipan se Jan Roháč chopil velení táborské obce a na sklonku roku svolal na Tábor schůzku nespokojenců, která 21. prosince 1434 vyvrcholila přijetím společného programu, v němž se účastníci zavazovali hájit čtyři artikuly, vzájemně si pomáhat proti králi Zikmundovi i dalším protivníkům a jednotně vystupovat na zemském sněmu. Před polovinou února následujícího roku pak se souhlasem Hradiště hory Tábor dobyl rožmberskou Soběslav, kam umístil vlastní vojenskou posádku. Avšak netrvalo dlouho a jeho muži byli nuceni hrad vyklidit, což otřáslo Roháčovým postavením v roli táborského vůdce. K opuštění této pozice a odchodu na Sion (podzim 1435) jej nakonec přiměly další dvě neúspěšné akce, z nichž jednou byla kapitulace hradu Ostromeče, druhou pak porážka táborského zásobovacího oddílu v bitvě u Křeče (19. srpna 1435). Podle svědectví z 60. let 15. století si na místo svého posledního odporu odnášel i jeden svazek zemských desek, kde byly zaznamenány majetkové poměry některých významných zástupců z řad české šlechty. Posádku Roháčova sídla, u nějž začal narychlo budovat rozsáhlejšího opevnění se 120–180 cm silnou hradbou, tvořilo nanejvýš několik desítek ozbrojenců, které doplnili uprchlíci z Hradce Králové, jehož měšťané uzavřeli dohodu s královskou stranou v březnu roku 1437. Společně s těmito muži pak otevřeně vedl drobnou válku proti zboží v osobním držení krále a zůstával tak výrazným symbolem protizikmundovské opozice. Trpělivost s odporem na Sionu došla českému panovníkovi v únoru 1437, kdy na zemském sněmu nechal k jeho eliminaci svolat zemskou hotovost. Vojsko vytáhlo k hradu koncem dubna a dorazilo zde v prvních květnových dnech krátce poté, co oddíl Jana Roháče přepadl konvoj z Uher a ukořistil králi množství volů a sudů s vínem. Úkolem zastrašit další nespokojence a vyrovnat účty s odbojným pánem, byl pověřen další účastník bitvy u Lipan hofmistr Hynce Ptáček z Pirkštejna, který se v roli velitele osvědčil už v roce 1435, při výše zmiňovaném obléhání hradu Ostromeč.

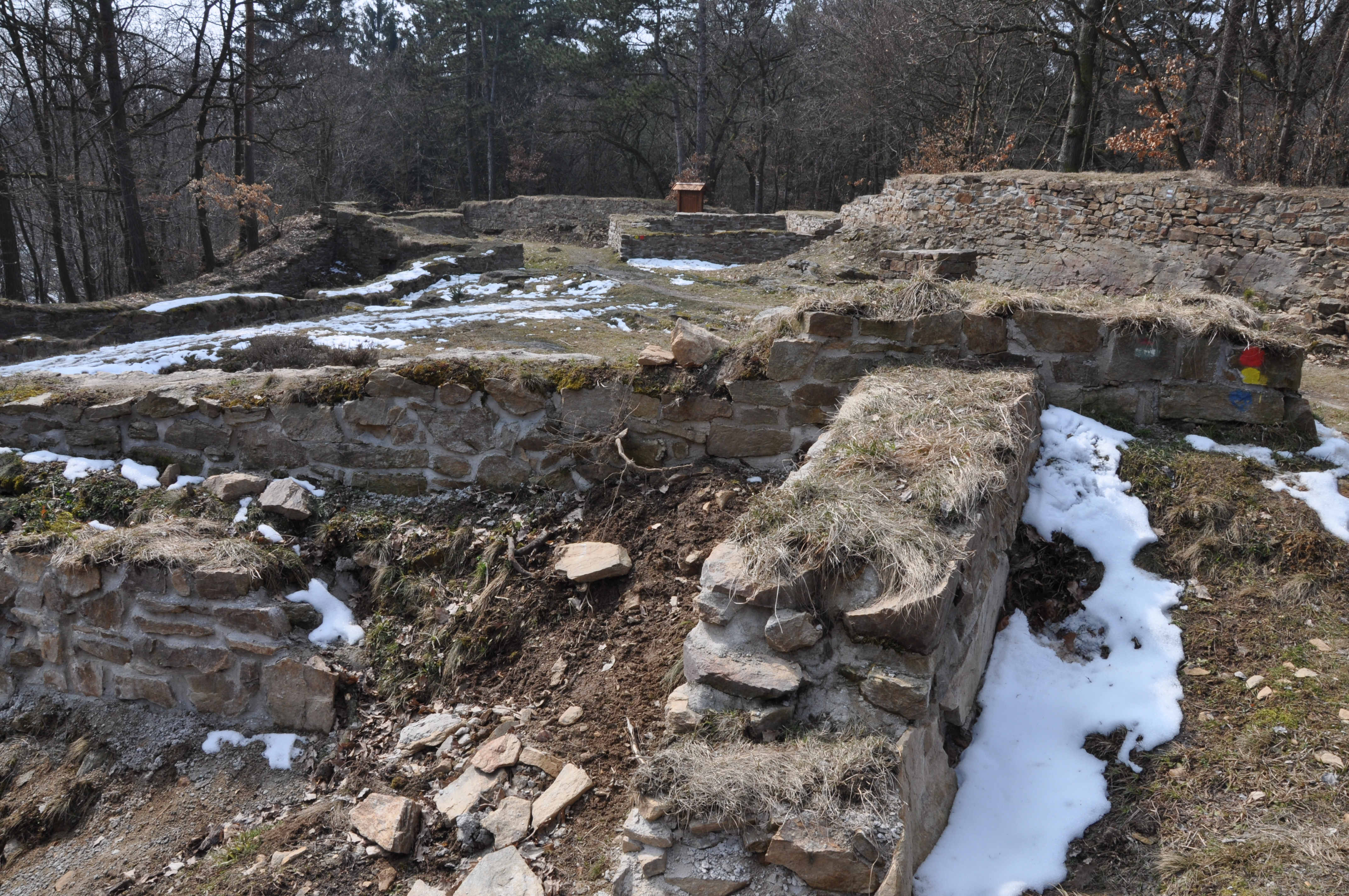
Část dochovaného zdiva hradu Sion

Ačkoli některé soudobé prameny, zejména Historie česká od italského humanisty Enea Silvia Piccolominiho, dokládají, že čtyřměsíční dobývání hradu bylo velkou a obtížnou událostí, archeologický výzkum prokázal, že šlo o tendenční výpověď, podmíněnou politickou situací a obléhací akce byly mnohem skromnějšího charakteru. Podle dostupných informací se lze domnívat, že vojenské operace probíhaly spíš vlažně, neboť nespokojenost se Zikmundem Lucemburským stoupala. Tuto nevoli symbolizoval i postoj českých stavů, které po královské výzvě z 24. května odmítaly připojit své ozbrojence k již probíhajícímu obléhání, protože tento boj považovaly za soukromou panovníkovu válku. Vojsko, jež přitáhlo k Sionu, nebylo nijak početné a převládali v něm kališníci, není tedy vyloučeno, že vojáci byli více oddáni Hynce Ptáčkovi než králi. Moderní čeští historici proto usuzují, že úmyslem pána z Pirkštejna bylo ze soukromých politických důvodů protahovat obléhání do poslední možné chvíle a posádce, která na hradu nedisponovala vlastní studní, zřejmě nebránil v zásobování ani v čerpání vody z blízké Vrchlice. Podle jedné domněnky se všeobecně očekávalo, že se nejvyšší hofmistr s odbojným hejtmanem dohodne, k bojovým akcím proto došlo zřejmě až po příchodu Uhrů, vedených mladým, ambiciózním šlechticem Michaelem Országhem z Gutu, kteří vyrazil z Prahy 3. září, neboť Hynce Ptáček nechtěl riskovat otevřenou roztržku s králem. Jeho vojáci měli k dispozici minimálně jeden prak, houfnice a bombardu, samotné ostřelování však netrvalo déle než den nebo dva. Zteč hradeb prý překvapila Jana Roháče u oběda, z čehož lze usuzovat, že on sám s útokem většího rozsahu pravděpodobně nepočítal. Některé písemné prameny pak zevrubněji dokládají, že byl zajat mimo jádro hradu, tedy na valech nebo v předhradí.
| „                         | Zikmund poslal Hynce Ptačka s vojskem, aby zajal toho muže; obléhání trvalo čtyry měsíce, a hrad byl dobýván s největším úsilím. Avšak jsa položen na vrcholu hory, valem, příkopem a zdmi výhodně opevněn, byl nesnadno dobytný. Byly postaveny věže, které převyšovaly opevnění a zdi, do hradu byly metány střely, a mnozí padli na obou stranách, avšak více obléhajících, na něž byly střely ne nadarmo vysílány. Přístup ke zdem zabraňoval příkop velmi hluboký, který, ač byl bez vody, přece bylo namáhavé a nebezpečné pro vojsko do něho vstoupiti za padání střel odevšad a odtud pak zase lézti na val, kterým byly zdi obklíčeny. Byl tedy připraven přístup do příkopu pomocí podkopů a před příkopem ponecháno něco málo země jako dvéře, aby lest nemohla být poznána. Byl očekáván vítr vanoucí z táboru do hradu. Jakmile tento silně zadul, vstoupili ve zbroji do průkopu, železná děla byla co nejčetněji vypálena, vítr zanesl jejich kouř do hradu a vojíni, odkryvše uzavření průkopů, vkročili do příkopů a pomocí žebříků snažili se val slézti. Roháč tehdy náhodou obědval; málokteří dlící na zdech strhli pokřik. Nastal hluk, a se všech stran sbíhali se k obhájení valu, Také Roháč, zanechav jídla a chopiv se zbraně, přichvátal z hradu svým na pomoc; bylo bojováno velmi krutě a na mnohých místech současně. Jakmile se dostavil Roháč, slezl nepřítel z druhé strany val a všude vraždě, tlačil se do hradu. Roháč pospíchaje vrátiti se do hradu, byl zaskočen a zajat a také hrad byl násilím dobyt, lupiči, kteří se tam uchýlili, schytáni, a kněží súčastněnému na husitské ztřeštěnosti, který přisluhoval kacířům svátostmi, dána pouta; odvedeni byvše do Prahy, skončili všichni život svůj na oprátce. | “ |
| — Enea Silvio Piccolomini | |   |

### Roháčova smrt

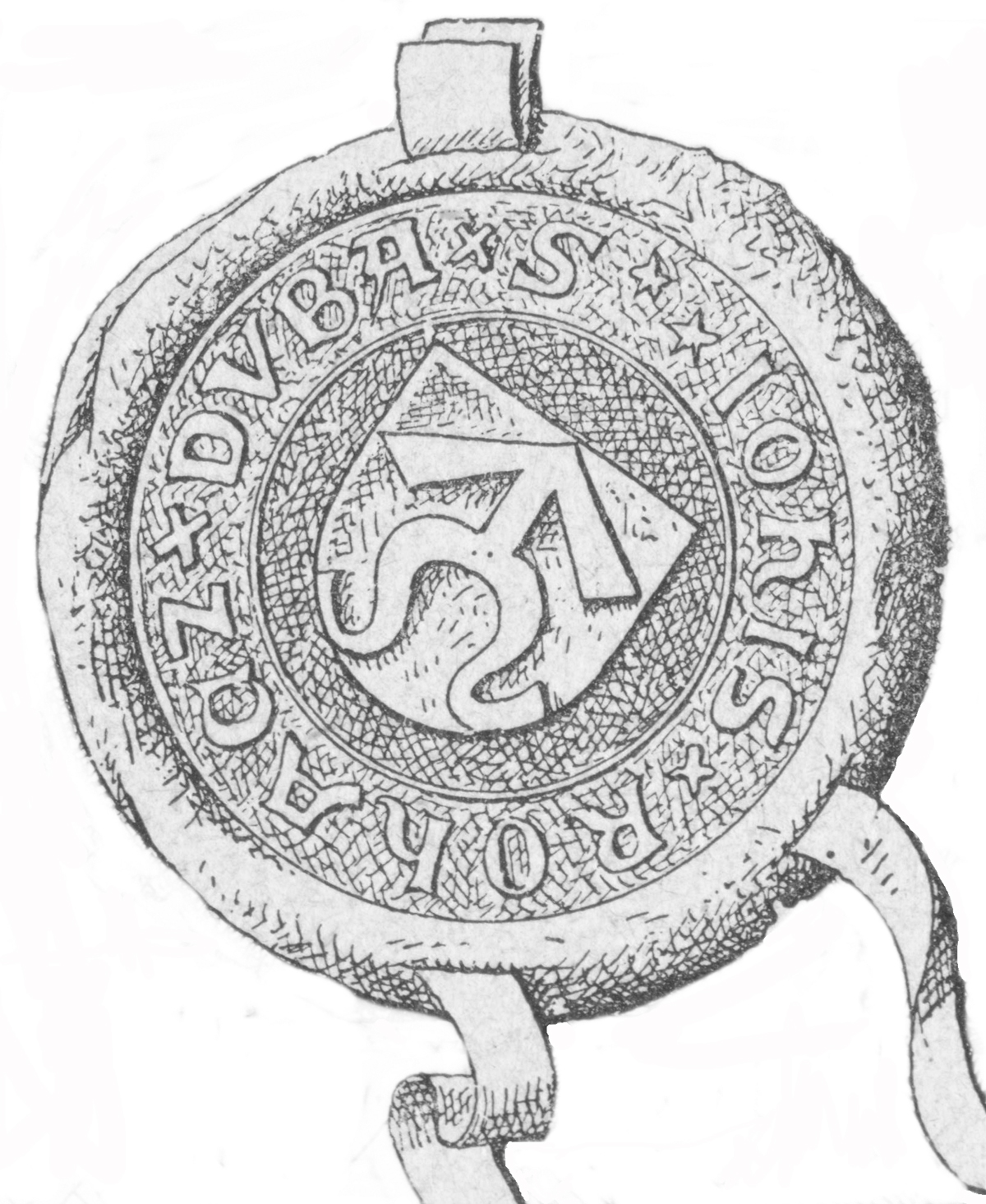
Vojtěch Král z Dobré Vody: reprodukce pečeti Jana Roháče z Dubé (písmeno „S“ je zkratka pro latinské slovo sigillum – pečeť)

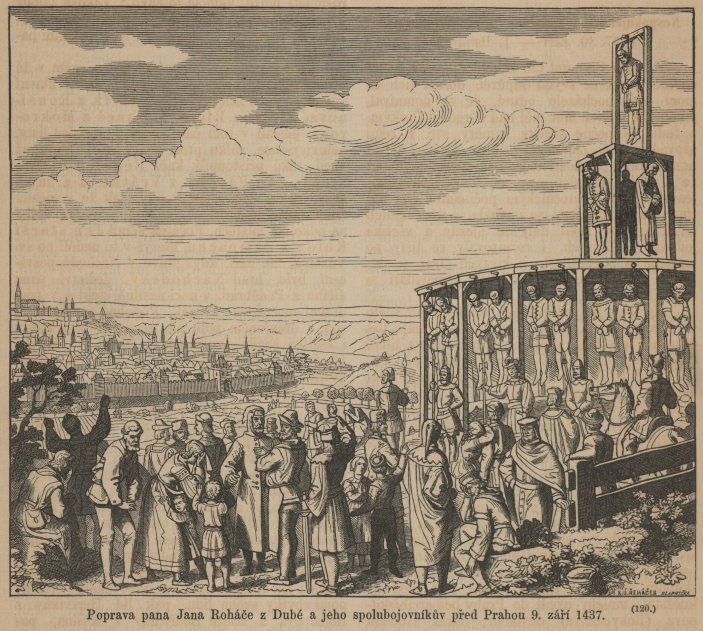
Poprava Jana Roháče z Dubé před Prahou (Česko-moravská kronika, 1868)

Krátce po zajištění přeživších obránců informoval Hynce Ptáček o úspěchu krále Zikmunda a nechal dobyté sídlo zapálit. Zajatci byli přivedeni do Prahy 8. září, a ještě téhož dne si prý český panovník nechal přivést Jana Roháče na Pražský hrad, aby se poraženému vysmál. Odbojný šlechtic přitom údajně vykřikoval, ať mu raději vypíchnou oči, než aby se musel na Zikmunda podívat. Následně byl odveden do mučírny na Staroměstské radnici, kde byl podroben právu útrpnému takovým způsobem, že z něho střeva plula. Druhého dne, v pondělí 9. září 1437, byli Jan Roháč spolu s dalšími obránci Sionu, mezi něž patřili polský šlechtic Vyšek Račinski, kněz Jan Prostředek a puškař řečený Zelený, při veřejné exekuci oběšeni. Podle některých písemných pramenů byl Jan Roháč k šibenici převeden se znamením odsouzence smrti pověšeným na krku, v pozlacených poutech a v šatech červené barvy, které byly přepásány pozlaceným pásem. Červený oděv pro tuto příležitost dostalo i dalších pět nejvýznamnějších mužů z jeho družiny, kteří však jako zbylí odsouzenci dostali jen rezavá pouta. Na stavbu šibenic tesaři použili dřevo složené na Staroměstském náměstí, které bylo původně určeno pro krovy Týnského chrámu. Podle písemných pramenů pocházejících z 15.–17. století nelze jednoznačně potvrdit, kde přesně k popravě došlo, nicméně indicie naznačují, že tímto místem bylo buď Staroměstské náměstí nebo Šibeniční vrch za Horskou branou, jenž ležel za hradbami města na křižovatce českobrodské silnice a cesty vedoucí k Olšanům, v místech dnešní křižovatky u Bulhara. Zejména starší z historických badatelů (F. M. Bartoš, Josef Macek, František Lupínek, Josef Janáček ad.) se přikláněli k první možnosti, o druhé eventualitě pak uvažovali Karel Vladislav Zap a Rudolf Urbánek, k jejichž názoru se v roce 1987 přiklonili i historici Petr Čornej a Bohdan Zilynskyj. Důvodem jejich lokace byly předpoklady, že staroměstské náměstí bylo jako popraviště netypické a kronikáři by tuto skutečnost jistě zaznamenali. Mimoto soudobé kroniky nehovoří o tom, že by se zde v letech 1410–1440 popravovalo oběšením, ale pouze stínáním. Navíc na Šibeničním vrchu byly již podobné hromadné exekuce s loupeživými rotami prováděny v minulosti a král Zikmund tak mohl zdůraznit, že Roháče považuje za zemského škůdce. Naproti těmto závěrům historik F. M. Bartoš předpokládal, že se král Zikmund zřejmě neodvážil konat popravu za branou, kde by mohlo snadno dojít ke srocení lidu, a proto zvolil staroměstský rynk. Tuto teorii podle něj navíc potvrdil i fakt, že exekuce byla uskutečněna narychlo, tedy již druhý den po mučení, patrně z obavy, aby sionský hejtman nezemřel dřív, než bude pověšen. Podle jiné verze byl popraven za Prahou na dnešním žižkovském vrcholu parku Parukářka.
| „                     | Roku atd. 1437 v neděli na den Narození Panny Marie lidé pana císaře přivezli do Prahy Roháče s polským rytířem Vyškem, s knězem Martinem řečeným Prostředkem, s jakýmsi Zeleným, nejlepším dělostřelcem, s jeho purkrabím z hory Siónu a s jinými šestačtyřiceti zajatci. Ihned byli dovedeni na radnici na mučení, byli těžce mučeni a nazítří v pondělí oběšeni, Roháč v pozlacených řetězech a pásu, ostatní v rezivých řetězech a pět z nich v červeném šatu. Bylo jich třiapadesát, protože sedm z nich bylo zajato už dříve, totiž Jindříšek, Baba, Hrdinka, Žídek a další jejich spolčenci. | “ |
| — Bartošek z Drahonic | |   |

| „                                                    | A po dobytí hradu byvše zajati, jsou vedeni v poutech ku Praze. Hroznými popravami jsou utraceni. Měsíce září desátého dne jsou odevzdáni moci mučitelů a vydáni zaslouženému trestu na šibenici. Průvod kráčel v okovech, před ním pak Roháč nesa na krku znamení odsouzeného. Když mu bylo dáno nejvyšší místo, na smyčce pozlacené jest pověšen... | “ |
| — Historia de quondam raptore Bohemiae Rohacz nomine | |   |

| „                      | A přivedli sú sebú pana Jana Roháče a rytieře Vyška z Polsky a kněze Jana, řečeného Prostředka, a Zeleného puškaře s jinými mnohými, kdežto hned pan Roháč veden jest na rathúz, mučen a tázán; a tak těžce jeho zmučili, že z něho střeva plula. A nazajtří v podělí veden jest se všemi svými k šibenici; ač jest byl pán korúhevný a strýc páně Práčkuov, musil viseti na šibenici s tovaryši svými, kterýchž bylo na šedesát: Roháč najvýše a tito tří pod ním na jiné šibenici a pak jiné tepruov na obecní šibenice. A ciesař s hradu díval se s radostí. A když bylo po mši, z dopuštění božieho oheň pekelní zapálili jemu nohy, a tak od té nemoci žádný jemu pomoci nemohl. To když se stalo, ciesař rychle poslal posla, aby, jest-li živ, zase jeho přivedli a nic mu nečinili; a on již byl visal. A tak Pán Buoh všemohúci pomstil toho zřetelně. I byl velmi veliká pláč v lidu za dlúhý čas a vždycky lidé plakávali, když jest o tom jaká zmínka byla, jakož obecně lidé staří tak vyznávají. | “ |
| — Staré letopisy české | |   |

| „                        | A toho času bylo velmi mnoho lesů navezeno na ryňk staroměstský, z kteréhož měl býti udělán krov na kostel Panny Marie před Tejnem; to všecko dříví kázal císař ven vyvésti a potom dal z něho o třech podlahách okrouhlou udělati šibenici, na kteréž kázal nejvejše Roháče jako svého nepřítele a zhoubci zemského pověsiti a pod ním ty, kteříž byli řádu povýšenějšího. Jiné pak dráby jeho nejníže a vůkol kázal všecky zvěsiti, jíchžto bylo v počtu šedesát, a kněze, kterýž s nimi jat byl na Sionu, uprostředku, a tak kněz Martin, příjmím Prostředek, uprostřed loupežníkův nábožnou duši vypustil. | “ |
| — Václav Hájek z Libočan | |   |

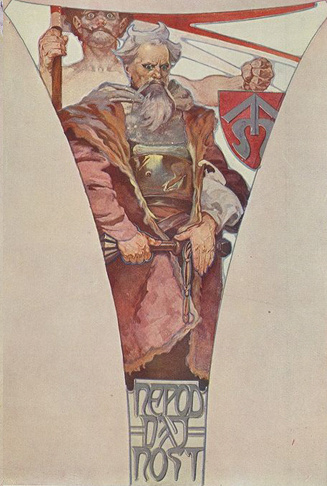
Alfons Mucha: reprodukce nástěnné malby v Obecním domě, jež zobrazuje Jana Roháče z Dubé jako personifikaci Nepoddajnosti českého národa

Okázalá veřejná exekuce Jana Roháče a obránců Sionu byla většinou kališnických obyvatel Čech chápána jako urážka, neboť parodovala obřad povýšení loupežníka na rytíře a připomínala popravu velitele zbojníků Jan Zúly z Ostředka, který byl společně se svými padesáti druhy podobným způsobem popraven v Praze roku 1403. Následkem této události vyhlásila králi Zikmundovi řada utrakvistických šlechticů otevřené nepřátelství. V této atmosféře český panovník opustil metropoli (11. listopadu) s úmyslem odebrat se na léčení do Uher, do cíle cesty však dorazily pouze jeho ostatky, neboť 9. prosince 1437, přesně tři měsíce po Roháčově smrti, podlehl ve Znojmě vleklé nemoci. Zanedlouho se zejména v kališnických kruzích zrodila pověst, která kladla císařovo onemocnění i rychlou smrt do souvislosti s popravou sionského hejtmana. Podle ní se Zikmund Lucemburský dočkal bezprostředního trestu, neboť choroba u něj propukla právě ve chvíli, kdy přihlížel Roháčovu skonu.

## Odraz v umělecké tvorbě a historiografii

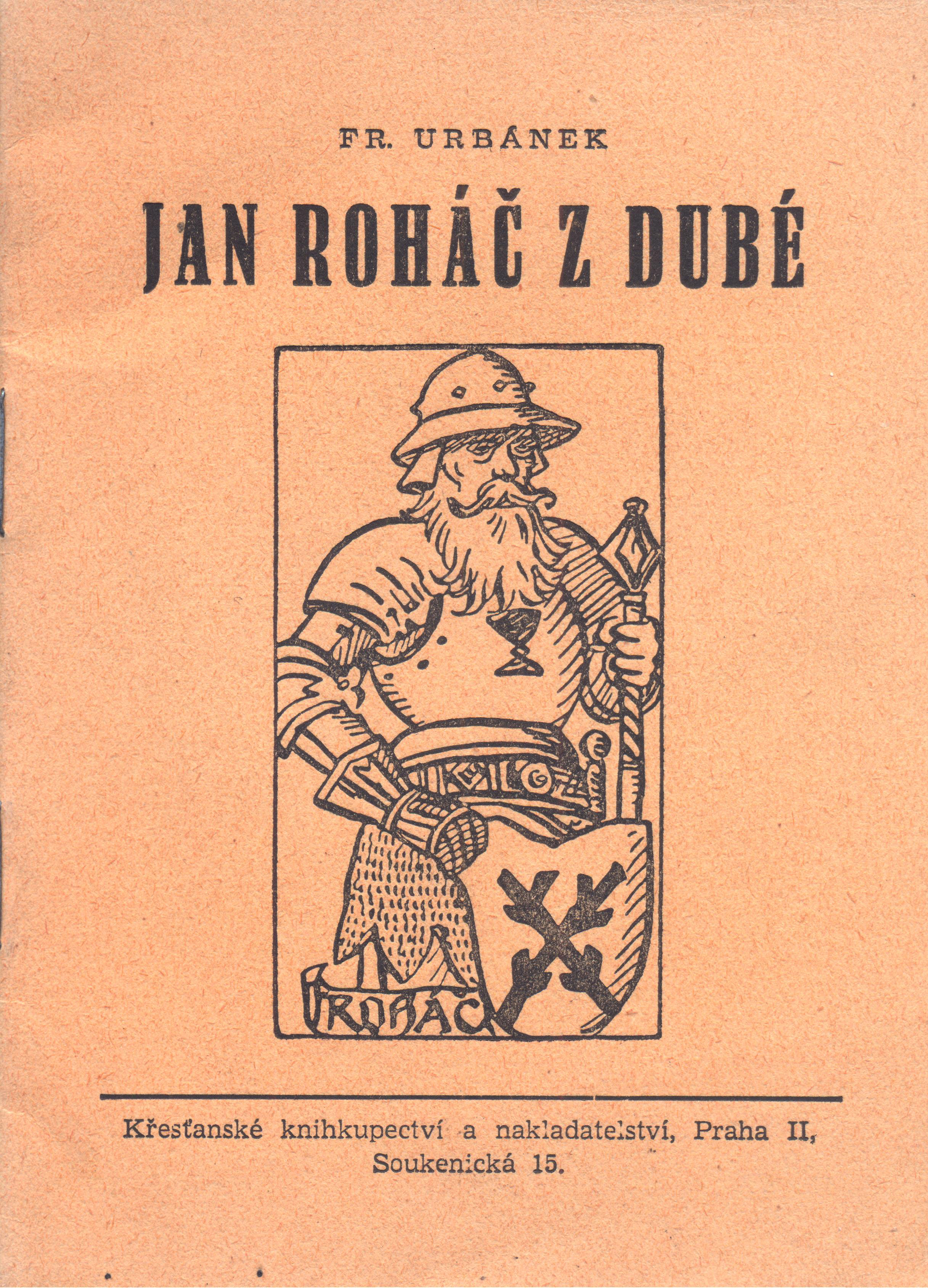
Mikoláš Aleš: ilustrace na obálce knihy Jan Roháč z Dubé

Krátce po popravě popsal osudy Jana Roháče a jeho družiny ze Sionu anonymní autor, jenž náležel k Zikmundovým stoupencům, v latinské písni Historia de quondam raptore Bohemiae Rohacz nomine (Pověst o jednom lupiči českém, jménem Roháč), na níž byl společně s Historií českou Enea Silvia Piccolominiho založen historický pohled zakladatele moderního českého dějepisectví Františka Palackého (Dějiny národa českého v Čechách a na Moravě). Zejména v době českého národního obrození a později v období komunistického režimu učinily z Jana Roháče aspekty jako oddanost principům radikální husitské tradice a setrvání ve zjevně předem ztraceném boji proti císaři Zikmundovi významný národní symbol. V roce 1914 se proto jeho osudy staly námětem pro divadelní hru Aloise Jiráska s názvem Jan Roháč, na jejíž motivy režisér Vladimír Borský roku 1947 natočil první barevný celovečerní československý film Jan Roháč z Dubé. K dalším dílům patří například historické drama o 5 jednáních Jan Roháč z Dubé od Miroslava Krajníka, básně Roháč na Sioně Svatopluka Čecha a Roháč z Dubé od Josefa Václava Friče, dále historické povídky Jan Roháč z Dubé: slavný list českých dějin od Jaroslava Hlouška a Svatba na Sioně Josefa Kajetána Tyla. Jako polemiku s výše zmíněným tradičním pojetím obléhání Sionu jako národního symbolu napsal spisovatel Karel Michal povídku Tragédie, která vyšla ve sbírce Rodný kraj v roce 1977. Z biografií lze jmenovat starší práce Františka Lupínka Jan Roháč z Dubé a hnutí husitské (1930) a publikaci Jan Roháč z Dubé Fr. Urbánka. Z moderních odborných textů se osobou táborského hejtmana zabývá článek historiků Petra Čorneje a Bohdana Zilynského Jan Roháč z Dubé a Praha (Konec Jana Roháče – pověst a skutečnost), otištěný ve dvacátém čísle Pražského sborníku historického, z literatury faktu pak kapitola z knihy Miroslava Ivanova Podivuhodné příběhy (Podivuhodný příběh života a smrti urozeného pána Jana Roháče z Dubé, odjinud z Tehova a na Sioně).
Z výtvarníků se ztvárnění postavy Jana Roháče věnovali malíři Mikoláš Aleš nebo Stanislav Hudeček. Jeho osudy se nechal motivovat také Alfons Mucha, jenž jej vyobrazil na nástěnné malbě v primátorském sálu Obecního domu jako symbol české nepoddajnosti. Mezi sochaři se stal Jan Roháč inspirací pro Aloise Sopra, jehož skulptura byla původně vystavena u jižního průčelí Staroměstské radnice na místě, kde se 21. června 1621 uskutečnila poprava sedmadvaceti českých pánů. V roce 1966 však byla umístěna poblíž vchodu z Libocké ulice do obory Hvězda na Bílé hoře.